# Västerlanda kyrka

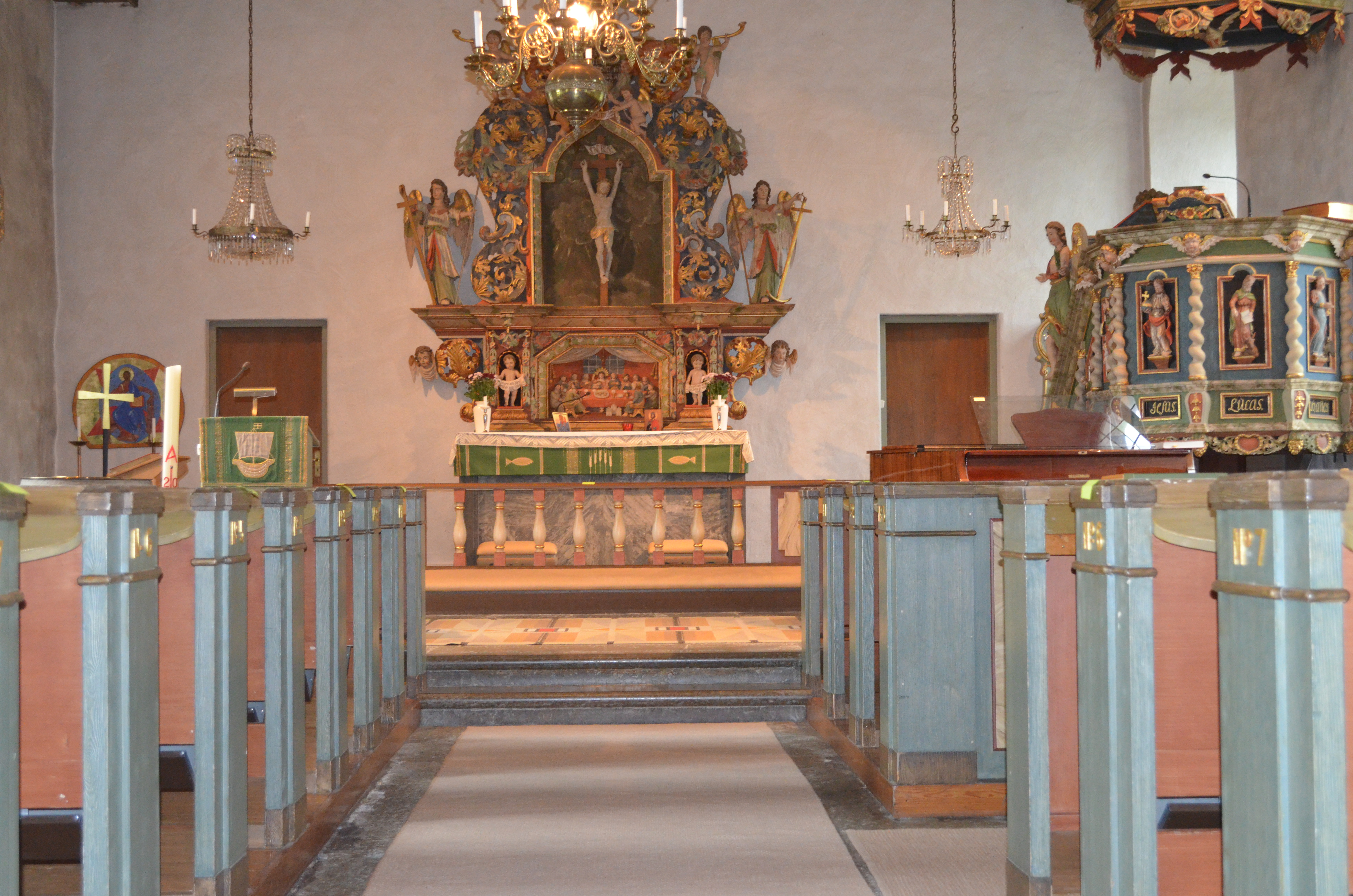
Västerlanda kyrkas kykosal

Västerlanda kyrka är en kyrkobyggnad i Lilla Edets kommun från 1200-talet. Den tillhör Västerlanda församling i Göteborgs stift. 

## Kyrkobyggnaden
Kyrkan har en stomme av tegel och sten och består av ett långhus med tresidig avslutning i öster och ett vidbyggt torn i väster. Långhuset har ett sadeltak belagt med skiffer. Tornet har en spira klädd i zinkplåt med fjälltäckning.

### Tillkomst och ombyggnader
Den ursprungliga kyrkan uppfördes på 1200-talet och bestod av långhus med ett smalare och lägre kor. Troligen var kyrkan oförändrad fram till år 1671 då den förlängdes åt väster med sju meter. År 1704 förlängdes kyrkan åt öster då det gamla koret revs och ett nytt tresidigt kor byggdes. Åren 1728-1733 försågs innertaket med målningar av Christian von Schönfeldt, men dessa försvann redan omkring år 1809 då hela innertaket byttes ut. Enligt uppgift fanns under 1700-talet ett vapenhus i väster och ännu ett vapenhus i söder. Dessa försvann när en ombyggnad genomfördes åren 1896-1897 under ledning av arkitekt Adrian Crispin Peterson. Ett kyrktorn i väster uppfördes. Långhusets västra mur revs och byggdes upp på nytt i tegel, i förband med tornet. Fönstren förstorades och tre nya fönster togs upp. I kyrkorummet kläddes väggarna med träpanel och takets trätunnvalv försågs med kassettindelning. Gamla bänkinredningen ersattes med en ny. Altaruppsats och predikstol målades om.

### Ombyggnader på 1900-talet och senare
Omkring år 1932 installerades elektrisk belysning. En renovering genomfördes åren 1954-1955 under ledning av arkitekt Georg Rudner. Syftet var att delvis återställa kyrkorummet till sitt tidigare utseende innan renoveringen 1896 genomfördes. Väggpanelerna och takkassetterna togs bort. Nuvarande öppna bänkinredning tillkom. I koret sattes en vägg upp för att skilja sakristia och skrudkammare från kyrkorummet. Ett nytt fönster togs upp i korets södra del. Äldre bemålning på altaruppsats och predikstol togs fram. År 2000 byttes alla elektriska installationer ut och äldre radiatorer ersattes med bänkvärmare. År 2002 försågs tornet med ny puts och målades med silikatfärg. Tornets plåttak lades om och rötskadade delar byttes ut.

## Inventarier

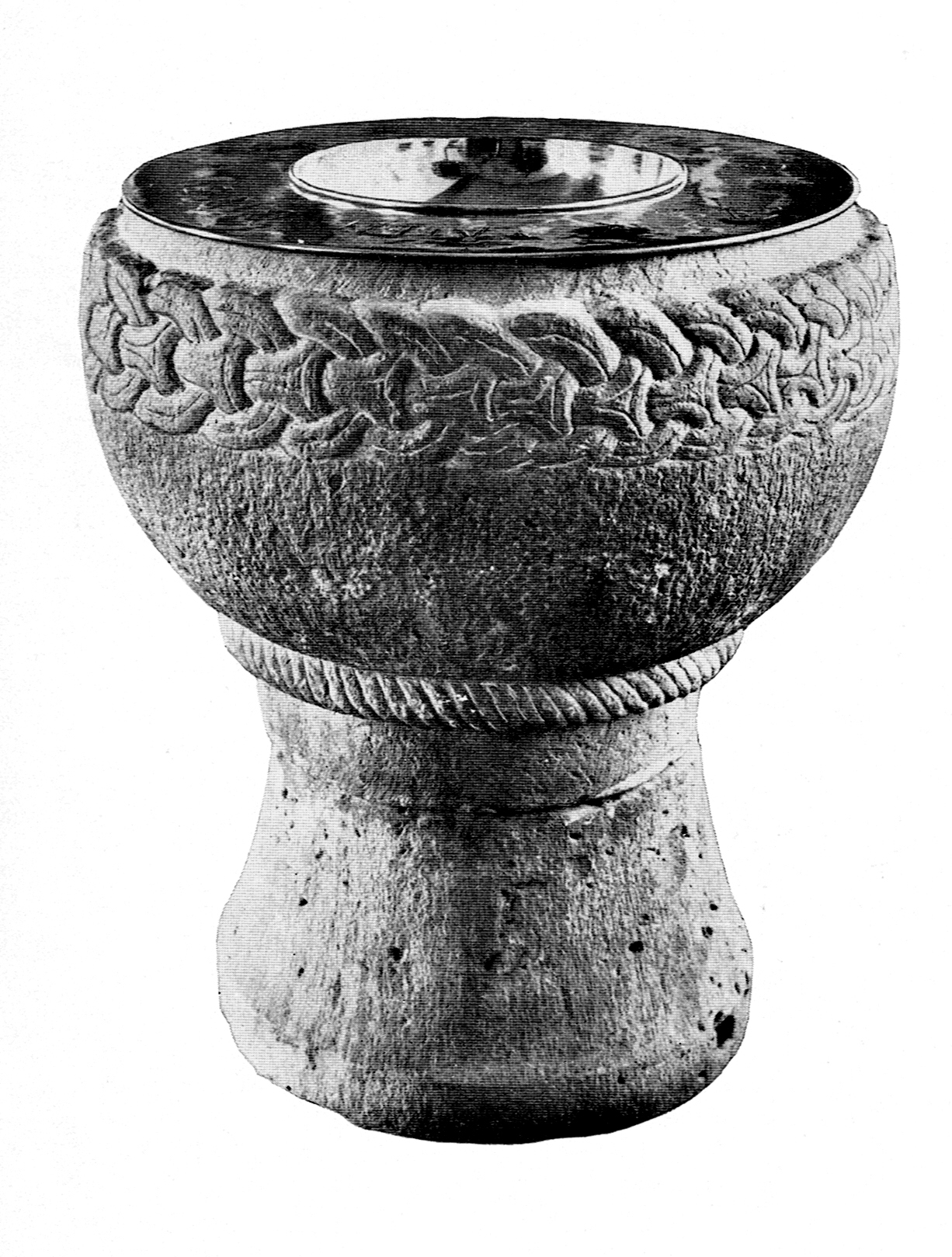
Dopfunt.

- Dopfunten av sandsten är tillverkad i mitten av 1200-talet i två delar. Höjd: 84 cm. Cuppan är halvsfärisk med en repstav nedtill och ett kort skaft. Upptill finns en markerad försänkning närmast kanten och nedanför en 13 cm bred fris med ringkedjemönster. Foten är rund och konisk och saknar helt ornament. Dess stenmaterial är något ljusare än cuppans. Uttömningshål finns i centrum. Skador i form av sprickor finns.[2]
- Altaruppsatsen är utförd 1704 av Marcus Jäger den äldre. Predellan renoverades 1918 av Teodor Wallström.[1][3]
- Predikstolen är inköpt 1751 och har tillverkats av Michael Schmidt.[1][3]

### Orgel
Kyrkans första orgel var byggd 1896 av Johannes Magnusson. Fasaden är bevarad, men ett nytt verk installerades 1971, tillverkat av Grönvalls orgelbyggeri, vilket även innehåller äldre pipmaterial. Instrumentet har sexton stämmor fördelade på två manualer och pedal.

## Historia
Historiskt tillhörde kyrkan Oslo stift fram till Roskildefreden, 1658. Långt efter reformationen firades Olofsmässa vid S:t Olavs källa, en knapp mil söder om kyrkan och 2 km väster om Lödöse, som en rest av katolska seder. När firandet förbjöds 1690 motiverades det med att de stora skarorna tillresta, ända från Halland, "förde ett oskickligt leverne".

## Bildgalleri

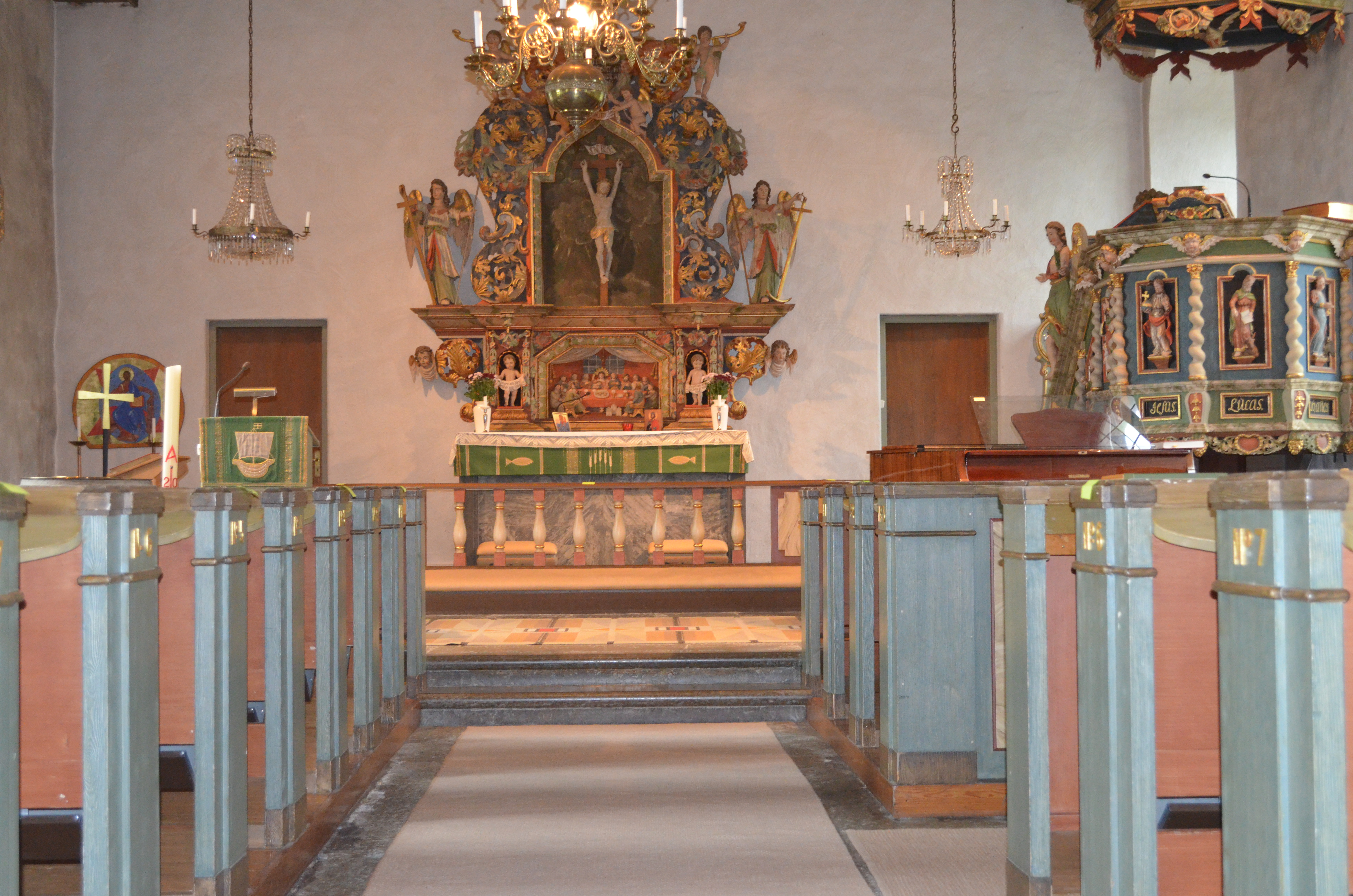
Västerlanda kyrkas kyrksal.
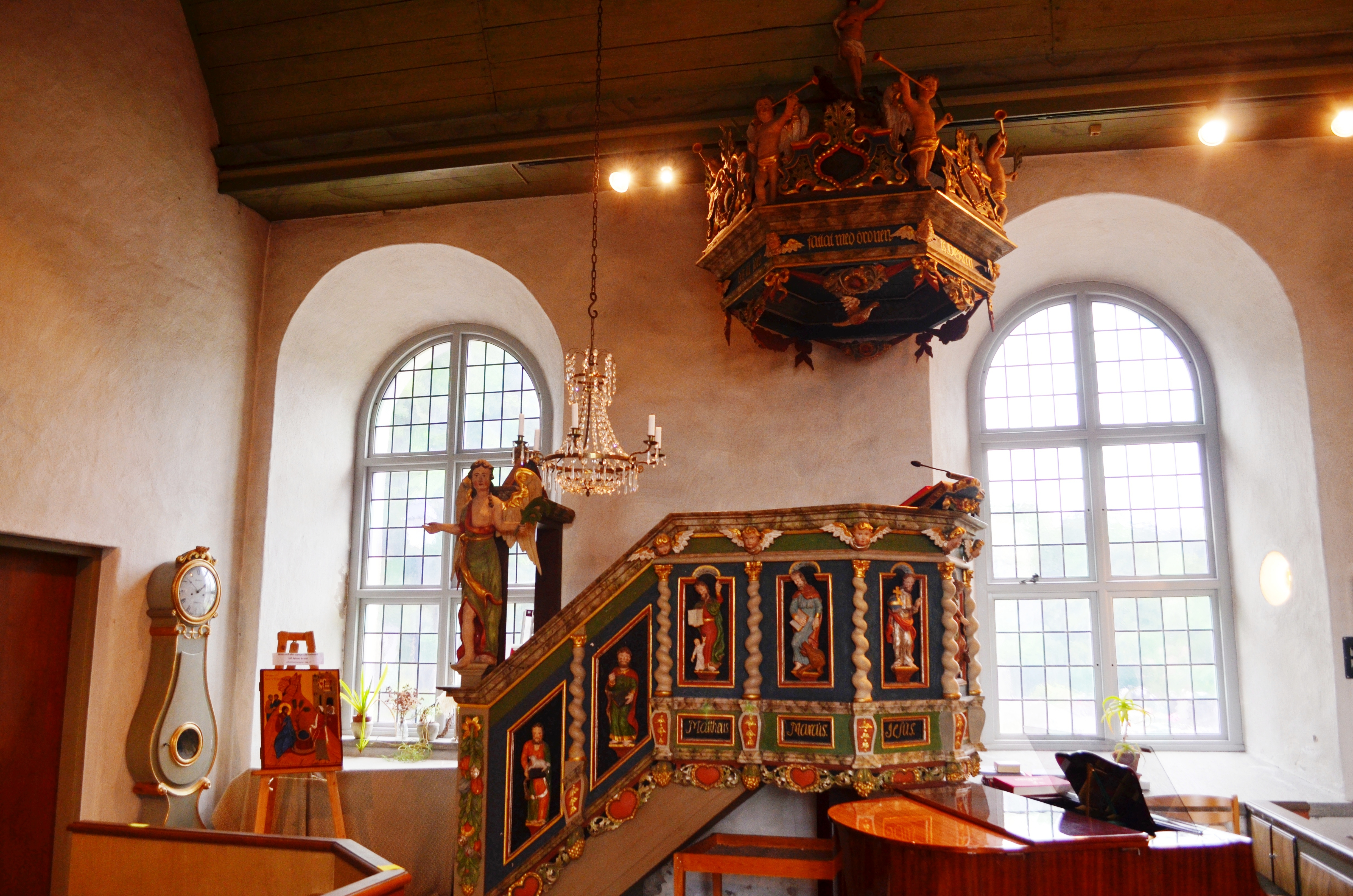
Västerlanda kyrkas predikstol
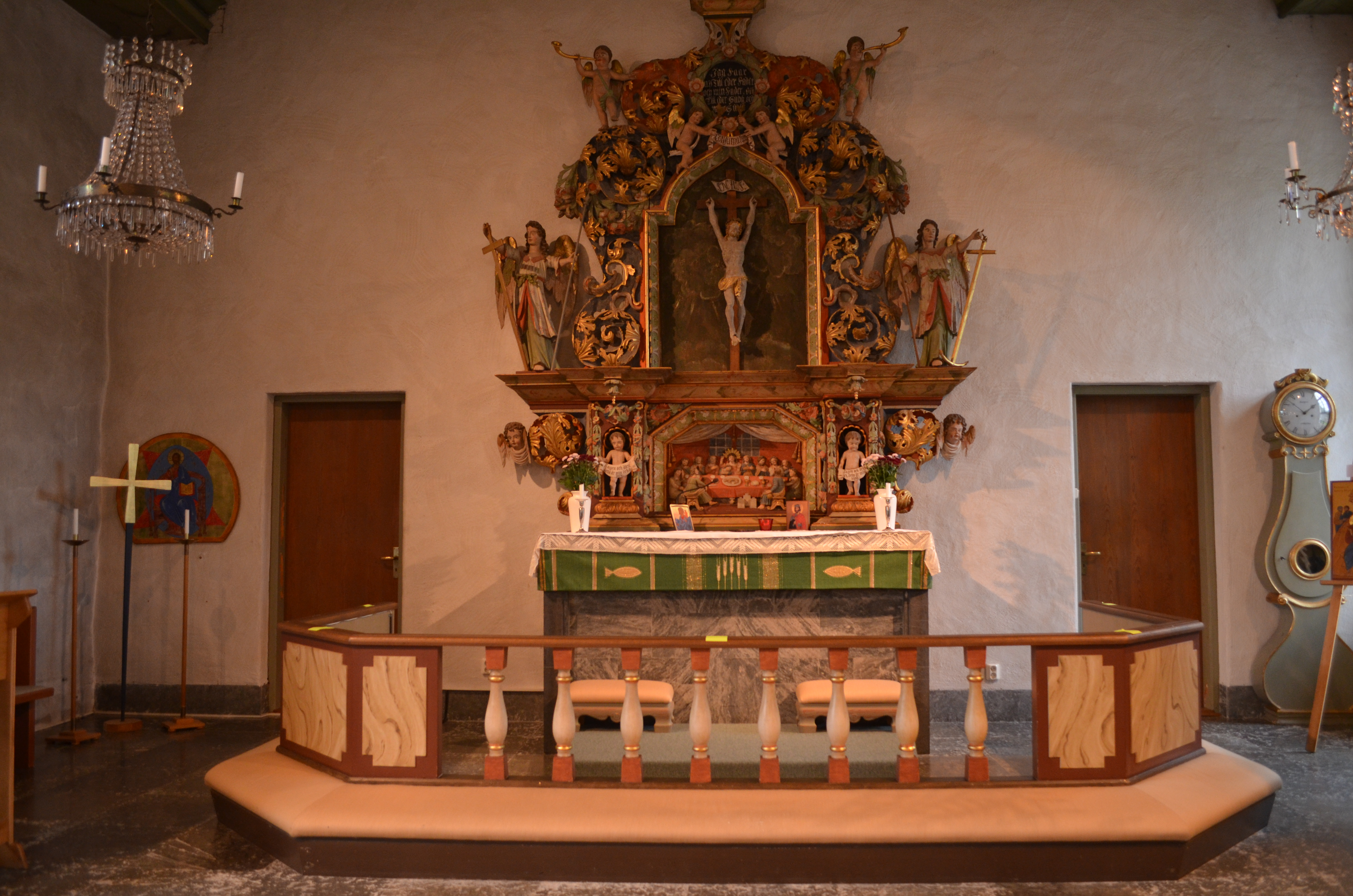
Västerlanda kyrkas altare
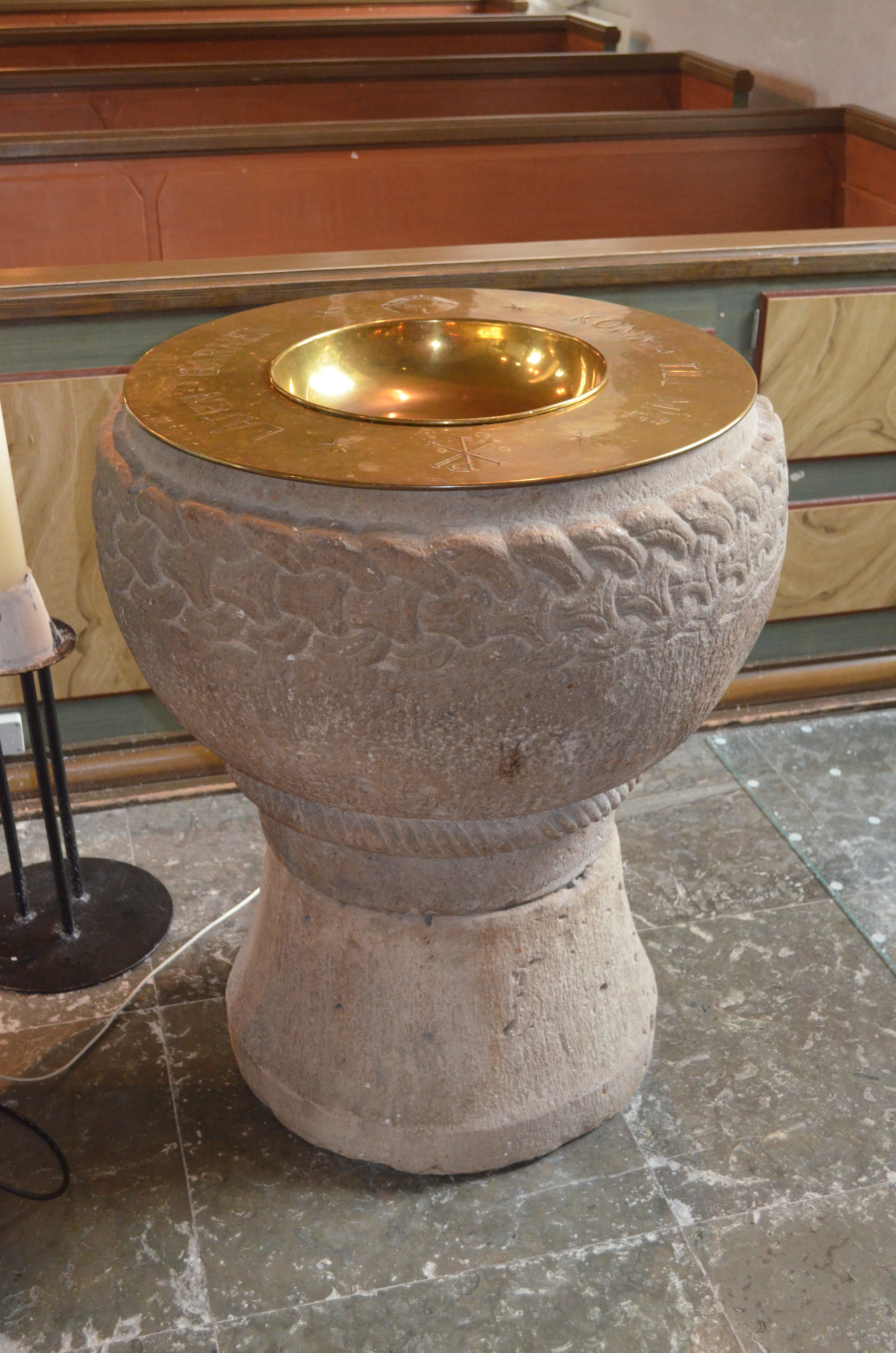
Västerlanda kyrkas dopfunt
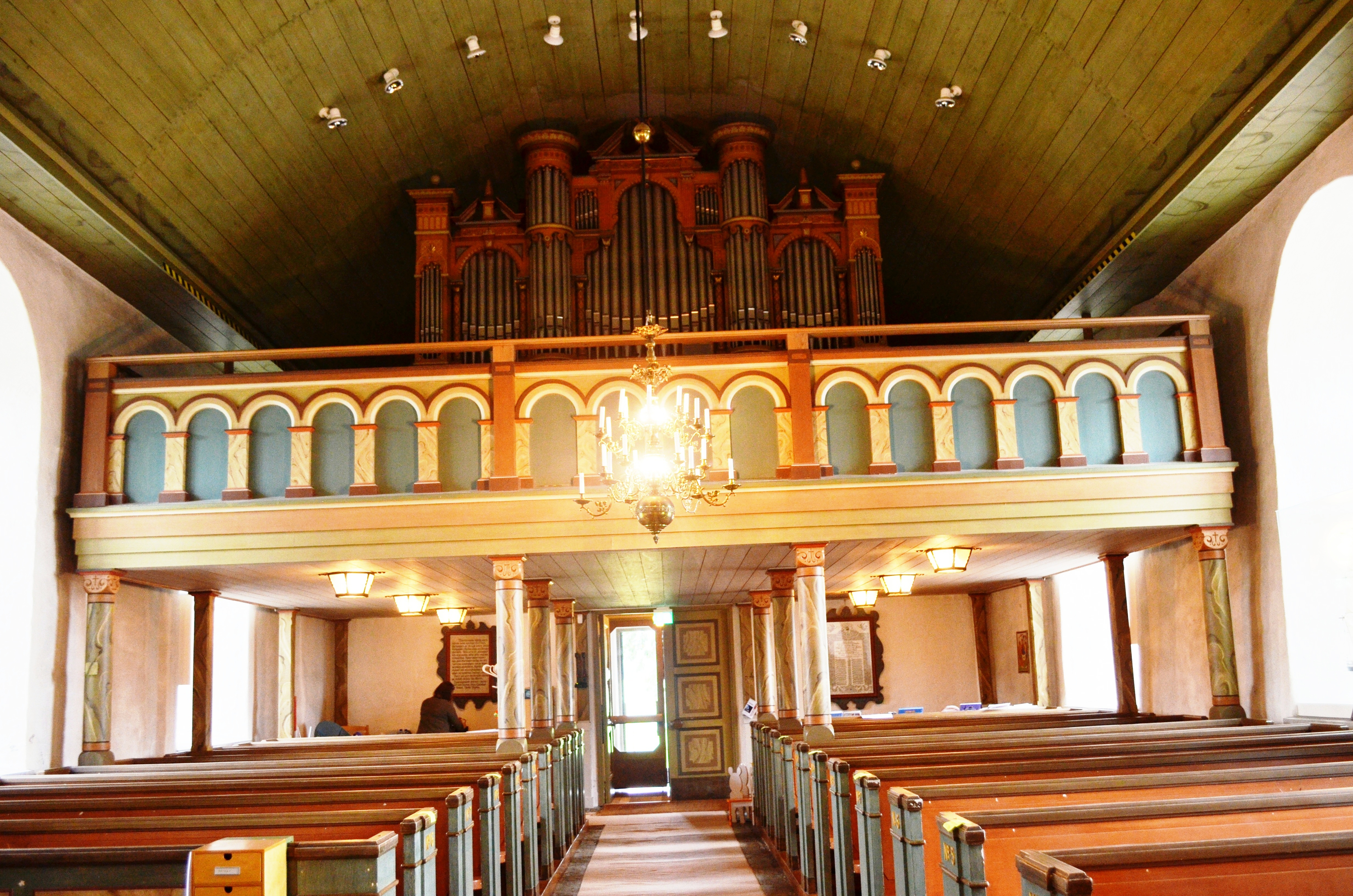
Västerlanda kyrkas orgelläktare